# Коми (народ)
Вижте пояснителната страница за други значения на Коми.
Комите (на коми: комияс) са угрофински народ, населяващ основно Автономна република Коми от Руската федерация.
Общата му численост възлиза на около 350 000 души.

## Етноним
За произхода на етнонима коми има няколко версии, две от които са следните.
- Името коми произлиза от името на река Кама и изразът коми-морт в буквалния смисъл означава „живот на река Кама“.[1]
- В древния пермски език думата Koma (COM) означава „човек, мъж“.